# پونتیاک (میشیگان)
پونتیاک، میشیگان (به انگلیسی: Pontiac, Michigan) یک شهر در ایالات متحده آمریکا با جمعیت ۵۹٬۵۱۵ نفر است که در میشیگان واقع شده‌است.